# Саммерленд (Каліфорнія)
Саммерленд (англ. Summerland) — переписна місцевість (CDP) в США, в окрузі Санта-Барбара штату Каліфорнія. Населення — 1222 особи (2020).

## Географія
Саммерленд розташований за координатами 34°25′42″ пн. ш. 119°35′35″ зх. д. / 34.42833° пн. ш. 119.59306° зх. д. (34.428412, -119.593075).  За даними Бюро перепису населення США в 2010 році переписна місцевість мала площу 5,15 км², з яких 5,14 км² — суходіл та 0,02 км² — водойми.

## Демографія
Згідно з переписом 2010 року, у переписній місцевості мешкало 1448 осіб у 687 домогосподарствах у складі 348 родин. Густота населення становила 281 особа/км².  Було 823 помешкання (160/км²).
Расовий склад населення:
| - 89,4 % — білих - 2,8 % — азіатів - 0,5 % — корінних американців - 0,4 % — вихідців з тихоокеанських островів - 0,2 % — чорних або афроамериканців - 3,5 % — осіб інших рас |

До двох чи більше рас належало 3,1 %. Частка іспаномовних становила 13,3 % від усіх жителів.
За віковим діапазоном населення розподілялося таким чином: 14,6 % — особи молодші 18 років, 67,7 % — особи у віці 18—64 років, 17,7 % — особи у віці 65 років та старші. Медіана віку мешканця становила 49,2 року. На 100 осіб жіночої статі у переписній місцевості припадало 92,0 чоловіків;  на 100 жінок у віці від 18 років та старших — 88,6 чоловіків також старших 18 років.
Середній дохід на одне домашнє господарство  становив 107 549 доларів США (медіана — 76 973), а середній дохід на одну сім'ю — 109 046 доларів (медіана — 87 411). За межею бідності перебувало 7,2 % осіб, у тому числі 0,0 % дітей у віці до 18 років та 0,0 % осіб у віці 65 років та старших.
Цивільне працевлаштоване населення становило 860 осіб. Основні галузі зайнятості: мистецтво, розваги та відпочинок — 22,1 %, науковці, спеціалісти, менеджери — 18,1 %, освіта, охорона здоров'я та соціальна допомога — 17,3 %.